# Antonín Chloupek (duchovní)
Antonín Chloupek (9. června 1714, Střelice – 2. dubna 1802, Krhov) byl český římskokatolický duchovní a náboženský spisovatel.

## Biografie
Antonín Chloupek se narodil v roce 1714 ve Střelicích u Brna, jeho otcem byl mlynář Kylián Chloupek. V roce 1741 byl vysvěcen na kněze, kněžské svěcení přijal od olomouckého biskupa Jakuba Arnošta z Lichtenštejna-Kastelkornu, v roce 1747 odešel do Krhova, kde se stal farářem. Roku 1766 sepsal homiletický spis. V roce 1791 oslavil 50 let svého kněžství a v souvislosti s tím daroval krhovské farnosti kalich. Zemřel v roce 1802 a byl pohřben na hřbitově u kostela sv. Jakuba v Krhově.